# Fernando Ruiz de Castro Andrade y Portugal
Fernando Ruiz de Castro Andrade y Portugal (Cuéllar, 1548 - Naples, 19 octobre 1601), IVe comte d'Andrade, VIe comte de Lemos, Ve comte de Villalba et IIIe marquis de Sarria, Grand d'Espagne, est un noble espagnol et vice-roi de Naples.

## Biographie
Pendant son mandat, il doit réprimer la conspiration contre la domination espagnole menée en Calabre par le frère Tommaso Campanella, qui est emprisonné. Il doit également faire face aux attaques des Turcs, dirigés par Amurat Rais, qui débarquent dans le golfe de Scalea, également en Calabre.
Il inaugure également une politique de soutien financier de l'État pour la construction de divers ouvrages publics : sous la direction de Domenico Fontana à Naples, il ordonne la construction du nouveau palais royal.
Le 28 novembre 1574, il épouse Catalina de Zúñiga y Sandoval (morte le 19 octobre 1622), fille de Francisco de Sandoval y Rojas, duc de Lerma et favori de Philippe III.
Son second fils, Francisco Ruiz de Castro Portugal (mort en 1637), qui pendant ses absences gouvernait Naples en tant que vice-roi intérimaire, lui succéda comme vice-roi après sa mort. Il a également hérité des titres de son frère aîné, Pedro Fernández de Castro y Andrade (mort en 1622), qui a également été vice-roi entre 1610 et 1616.